# Analiză gravimetrică

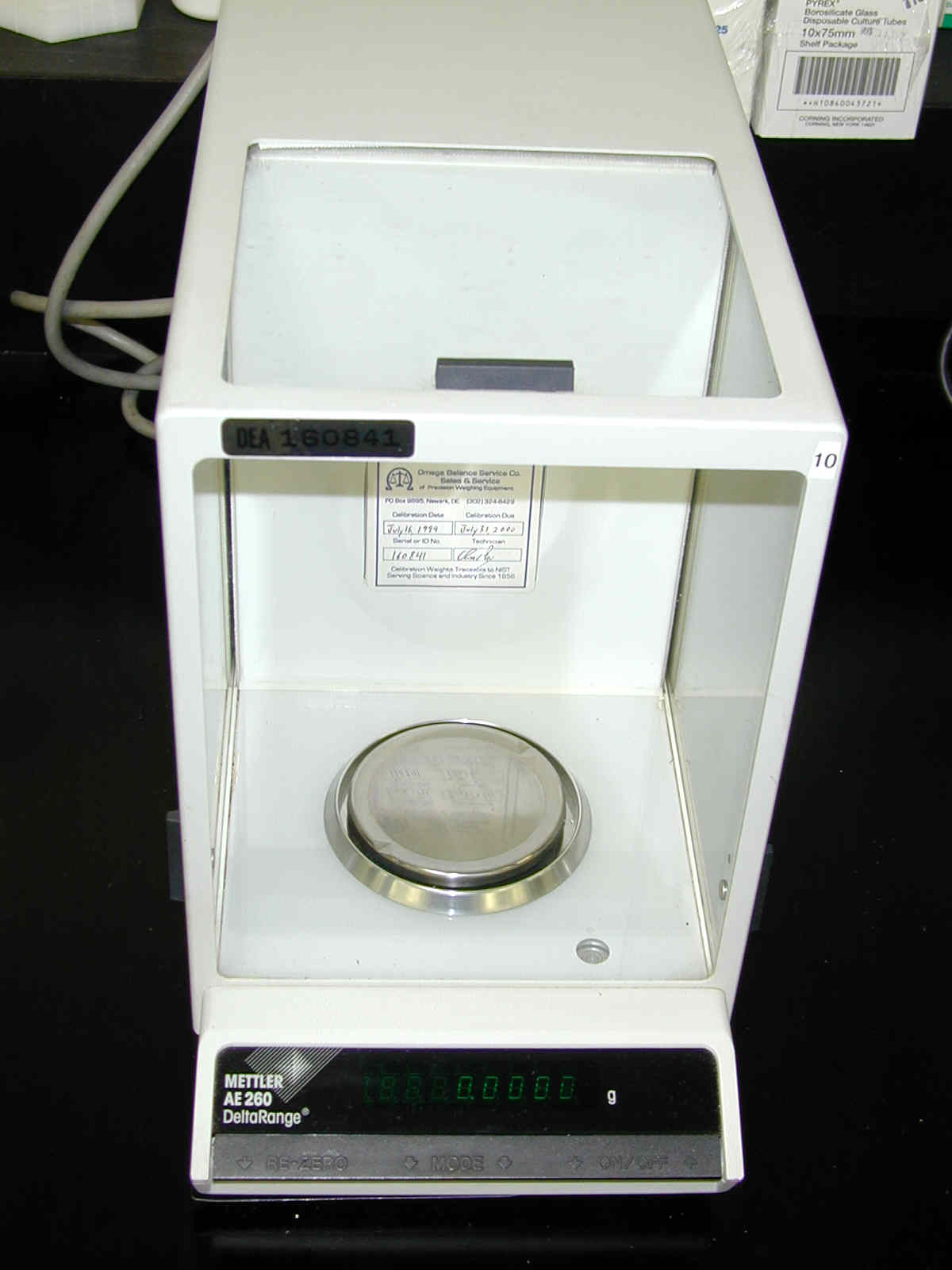
Balanța analitică este absolut necesară în gravimetrie: este intrumentul de măsură al masei.

Analiza gravimetrică, mai scurt denumită și gravimetrie, reunește totalitatea metodelor analitice folosite în chimia analitică pentru determinarea cantitativă a unui analit (compusul de interes care se analizează dintr-o probă) pe baza masei acestuia. Principiul pe care se bazează analiza gravimetrică este determinarea masei unui compus derivat de la analitul din probă (prin cântărire), iar pe baza reacțiilor chimice la care s-a ajuns la acesta se poate determina masa analitului respectiv. Din această cauză, este necesar să se cunoască în detaliu procesele chimice care au loc, iar acestea trebuie să fie totale (cantitative).

## Tipuri

### Gravimetria de precipitare
Metoda de analiză gravimetrică prin precipitare este una dintre cele mai folosite, și poate avea diverse aplicații. Ca și exemplu, avem determinarea ionului de calciu din apă sau determinarea ionului de argint prin precipitare sub formă de clorură. Pentru prima analiză, se adaugă probei (apei cu volum exact cunoscut) un exces de acid oxalic, H2C2O4. Prin adăugarea de amoniac, calciul va precipita cantitativ sub formă de oxalat de calciu. 
Ecuația reacției chimice ce are loc este:
Ca2+(aq) + C2O42- → CaC2O4
Precipitatul este colectat, uscat și încălzit la temperatură ridicată pentru a fi transformat cantitativ în oxid de calciu:
CaC2O4 → CaO(s) + CO(g)+ CO2(g)
Oxidul de calciu astfel obținut este cântărit. Masa acestuia folosește pentru calcularea cantității sau concentrației de analit (ion de calciu) din proba inițială.
În mod analog, determinarea argintului dintr-un amestec de săruri de argint se poate face prin precipitare cantitativă cu acid clorhidric, iar în acest caz se cântărește precipitatul de clorură de argint:
Ag+(aq) + HCl → AgCl + H+